# سکا (بازیگر پورنوگرافی)
دوروتیا هاندلی مشهور به سکا (انگلیسی: Seka؛ زادهٔ ۱۵ آوریل ۱۹۵۴) بازیگر پورنوگرافی اهل ایالات متحده آمریکا است.